# Etelric de Bernícia
Etelric (també escrit Æthelric) va ser rei de Bernícia, en successió del seu germà Adda, de l'any 568 al 572.
Etelric va ser un dels dotze fills d'Ida de Bernícia, el primer rei d'aquest país. Durant el seu regnat els bernicis es van enfrontar als britans en tres importants batalles, la primera de les quals va ser una ofensiva i les dues segones van ser en defensa.
Segons el Cronicon ex cronicis va tenir un regnat de dos anys a Bernícia i cinc a Deira, territori d'on va expulsar a Edwine, el seu rei.
Va ser el pare d'Etelfred, que va ser el primer monarca en governar conjuntament Bernícia i Deira, les dues parts constituents el que seria el regne de Northúmbria.